# New-Year-Island-Gruppe
Die New-Year-Island-Gruppe ist eine Inselgruppe im Südosten Australiens, die zum Bundesstaat Tasmanien gehört. Während des 19. und zu Beginn des 20. Jahrhunderts erlangte der Archipel durch zahlreiche Schiffsunfälle Bekanntheit; heute ist er ein wichtiges Naturreservat (game reserve, nature reserve), insbesondere für Vögel und Robben.
In den letzten zwei Jahrhunderten wurde der Begriff in unterschiedlicher Weise verwendet; insoweit bestehen verschiedene Sichtweisen, welche Inseln im Einzelnen zur Gruppe zu zählen sind.

## Lage
Die Inselgruppe liegt vor Tasmanien, nordnordwestlich vor dessen Nordwestspitze und der dort vorgelagerten Insel Hunter Island. In direkter Verlängerung weiter nach Nordnordwesten befindet sich etwa gleich weit entfernt Cape Otway, ein nach Süden ausgerichtetes Kap im Bundesstaat Victoria, das seinerseits rund 150 Kilometer südwestlich von Melbourne gelegen ist.
Die Inselgruppe befindet sich am nördlichen Rand der Roaring Forties, einer Region der Westwinddrift zwischen dem 40. und 50. Grad südlicher Breite. Östlich ist die Bass-Straße (englisch: Bass Strait), die als Meerenge Tasmanien vom australischen Festland trennt, westlich die Große Australische Bucht (in einem weiter gefassten Sinn) beziehungsweise der Indische Ozean. Der Archipel liegt am Rand des Schelfs des australischen Kontinents. Ähnlich der Furneaux-Gruppe an der nordöstlichen Spitze Tasmaniens bilden die Inseln sichtbare Überreste der ehemaligen eiszeitlichen Landbrücke zum australischen Festland, als der Meeresspiegel um bis zu 130 m tiefer lag.

## Name
Für die New Year Island Group sind als alternative Bezeichnungen auch New Year Group und New Year Islands gebräuchlich, in älteren Veröffentlichungen auch New Year Islets, New Year(’s) Isles und New Year’s Islands.

## Die Inseln

### Die Gruppe im engen Sinn
Namensgebend für die Gruppe ist die Insel
- New Year Island, ein unbewohntes, 98,22 Hektar großes, bis zu drei Meter hohes Eiland, das vorrangig aus Granit, einem magmatischen Tiefengestein, besteht.[11][3]

Zum Archipel gehören ferner
- Christmas Island, rund 1,5 Kilometer südlich von New Year Island gelegen, 63,49 Hektar groß sowie ebenfalls unbewohnt und aus Granit bestehend.[12][3]

Hinzu kommen die Felsen
- Diamond Rock westlich von New Year Island,
- Saguenay Rock nordöstlich von New Year Island,
- Lizzy Rock südöstlich von New Year Island,
- Elizabeth Rock südöstlich von Christmas Island und
- Channel Rocks westlich von Christmas Island.[13]

Im Jahr 1877 wurde die Inselgruppe in einem Nachschlagewerk unter dem Stichwort „New Year’s Islands“ mit einer Landfläche „von ungefähr 800 Acre“ (etwa 324 Hektar) und einer Lage „nordwestlich von ‚King’s Island‘“ erwähnt. Unter dem Stichwort „King’s Island“ wird sie einmal „New Year Islands“, einmal „New Year’s Islands“ genannt.
Auf einer 1887 veröffentlichten Karte von „King’s Island“ erscheinen die „New Year Islands“ in diesem engen Sinn als Inselgruppe nordwestlich vor „King’s Island“.
Im Rahmen einer Forschungsreise besuchte der australische Wildtierbiologe Nigel Brothers im Jahr 1987 Christmas Island und New Year Island. Zusammen mit D. Pemberton und N. Smith bezeichnete er 1991 die Inseln New Year Island und Christmas Island als „New Year Island Group“ bzw. „New Year Islands“. Bei dieser geografischen Einordnung stützen sie sich auf die Veröffentlichungen King Island and the sealing trade, 1802 von François Péron und Helen Mary Micco aus dem Jahr 1971 sowie The Sealers of Bass Strait and the Cape Barren Island Community von Norman James Brian Plomley und Kristen Anne Henley aus dem Jahr 1990. An einer zweiten Stelle sprechen sie auch unter Bezug auf The King Island Story von Richard Henry Hooper von 1973 von „New Year Island Group“.

### Die Gruppe im weiten Sinn
Daneben wird der Begriff, insbesondere in jüngerer Zeit, in einem deutlich weiteren Sinn verwendet. Danach gehören zur New-Year-Island-Gruppe auch weitere Inseln und Felsen:
- King Island, südlich und östlich der vorgenannten Inseln gelegen und geologisch vielfältiger aufgebaut;[15] mit 1098 Quadratkilometern Fläche ist sie deutlich größer und von 1585 Einwohnern besiedelt (Stand: 2016), die vorwiegend in der Landwirtschaft, der Fischerei und dem Bergbau arbeiten, ferner
- Councillor Island, östlich von King Island, eine unbewohnte, 10,53 Hektar große Granitinsel in der Bass-Straße.[16] Hinzu kommen auch hier verschiedene Felsen:
- Doughboy Rock, East Harbinger und Navarine Reef im Norden von King Island,
- Flying Squirrel Rock und Sea Elephant Reef im Westen bzw. Nordosten von Councillor Island,
- Grassy Island, North Brig Rock, Stanley Rocks und Seal Rock sowie – weiter vorgelagert – Reid Rocks und Bell Reef im Südosten von King Island, ferner
- Sunken Rocks, Johnson Rock und Waterwitch Reef im Westen von King Island.[13]

„New Year Island Group“ in diesem weiten Sinn wird vor allem von dem Biologen Nigel Brothers und David Pemberton verwendet. Brothers arbeitete 28 Jahre lang bis 2001 für die Regierungsbehörde Tasmania Parks and Wildlife Service, das dem tasmanischen Fachministeriums untersteht, das das game reserve New Year Island und die nature reserves Christmas Island und Councillor Island verwaltet. Als verantwortlichem Expeditionsleiter oblagen ihm neben der Erfassung von Fauna und Flora auch die Vermessung, Kartierung und fotografische Dokumentation der rund 338, vielfach unbesiedelten, wenig dokumentierten Inseln Tasmaniens.
Diese weite Sichtweise verwendet auch Kris Carlyon, David Pemberton und Tim Rudman für das tasmanische Department of Primary Industries, Parks, Water and Environment (DPIPWE); sie ordneten King Island der „New Year Island Group“ zu.
Ungewöhnlich ist, dass nach dieser Ansicht die Inselgruppe nach dem kleinen Eiland New Year Island und nicht nach der rund tausendmal größeren Insel King Island benannt ist. Hintergrund dafür soll sein, dass europäische Seefahrer in den 1790er-Jahren zunächst die vorgelagerten flachen, räumlich überschaubaren Granitfelsen erfassten, ehe sie sich der größeren unbewohnten Insel King Island zuwandten; letztere erhielt erst 1801 ihren Namen, war zunächst durch dichten Strauch- und Baumbewuchs nahezu undurchdringlich und wurde erst ab 1888 dauerhaft besiedelt. Auch war New Year Island mit seinen großen Beständen an leicht zu erlegenden Pelzrobben und See-Elefanten von Beginn an wirtschaftlich besonders attraktiv. Eine ähnliche Situation findet sich im Süden Tasmaniens: Dort ist die kleine unbewohnte, nur 2,5 Hektar große Felseninsel Pedra Branca namensgebend für eine Inselgruppe, die die mit 13,1 Hektar deutlich größere Insel Mewstone mit umfasst.

## Flora und Fauna

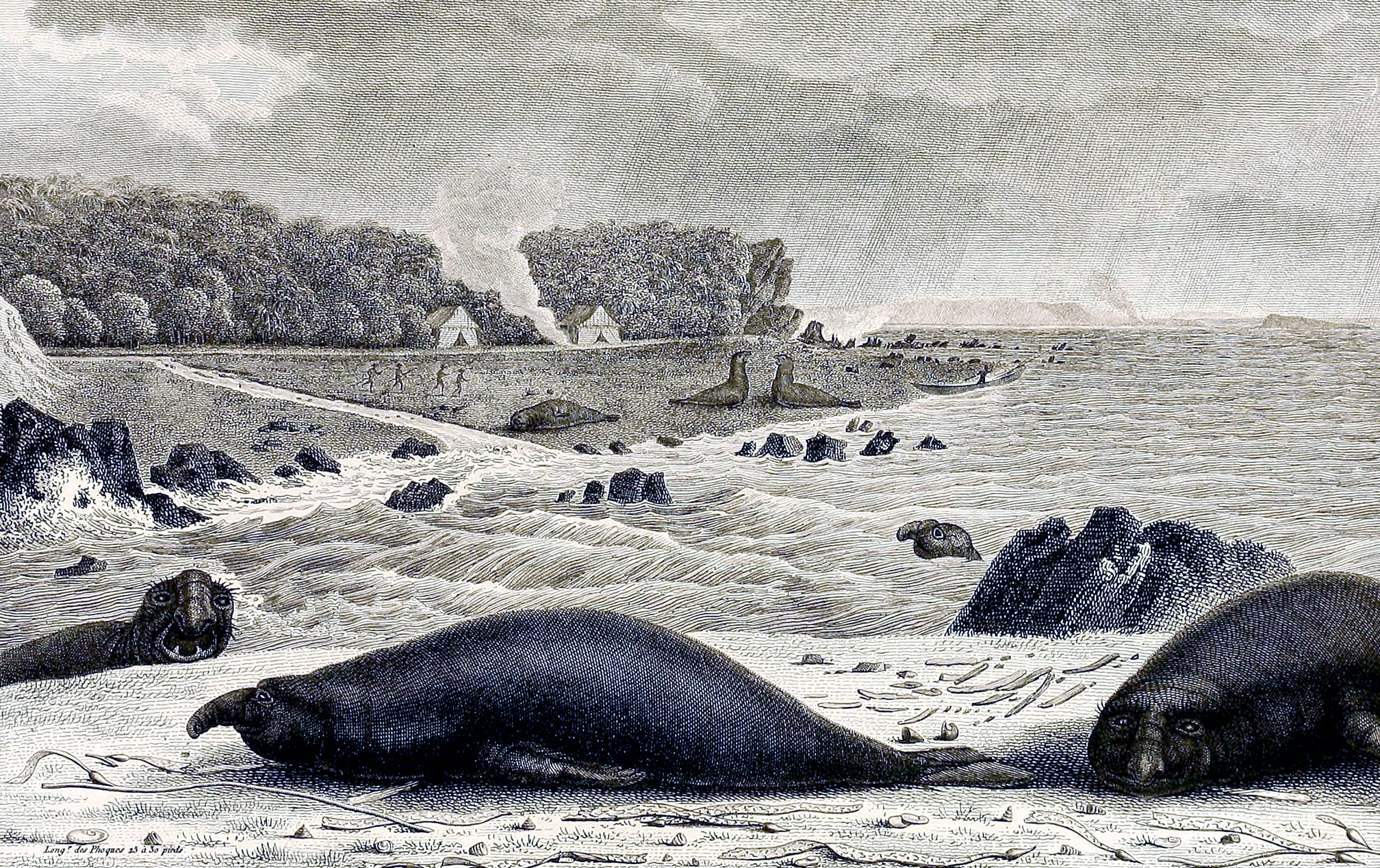
See-Elefanten und Robbenjäger an einer Bucht auf King Island, Tasmanien (Illustration von Charles-Alexandre Lesueur, 1807)

Auf den Inseln und Felsen sowie auf und in den umgebenden Gewässern der New-Year-Island-Gruppe leben zahlreiche, teils seltene Tierarten, insbesondere Meeres- und Watvögel sowie Robben. Eine wichtige Rolle spielt die Inselgruppe speziell bei der Brut und der Aufzucht von Jungtieren.
Auf King Island leben große Kolonien von Kurzschwanz-Sturmtauchern und Zwergpinguinen. Auch den vorgelagerten kleinen, flachen Felsen kommt mitunter große Bedeutung zu, so beispielhaft dem Naturreservat (nature reserve) Reid Rocks: Die regelmäßig von Wellen überspülten, deshalb vegetationslosen Felsen sind seit längerer Zeit das einzige Aufzuchtgebiet für Neuseeländische Seebären in der westlichen Bass-Straße. Im langjährigen Durchschnitt werden dort etwa 1500 Jungtiere pro Jahr geboren.

## Subfossile Funde
Auf New Year Island konnten 1987 subfossile Überreste von Lebewesen gesichert werden. Sie lassen Rückschlüsse auf die frühere Fauna zu; ferner ermöglichen sie Feststellungen dazu, welche terrestrisch lebenden Tiere originär dort heimisch waren und welche später, beispielsweise durch Robbenjäger, eingeführt wurden. Auch von King Island sind vergleichbare Fundstätten bekannt. Sie liegen in Inselregionen, in denen starker Wind Dünen wandern lässt, wodurch darunter liegende Erdschichten freigelegt werden.

## Schiffsunfälle

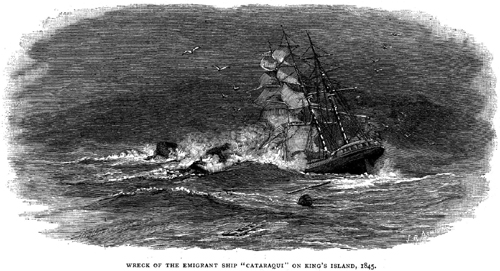
Strandung der Cataraqui 1845 vor King Island

Bei Schiffspassagen galt die New-Year-Island-Gruppe seit der Entdeckung durch europäische Seefahrer ab Ende des 18. bis in das frühe 20. Jahrhundert als relativ gefährlich. Gründe waren die häufig starken Winde, die zahlreichen Felsen und Korallenriffe, die lange Zeit fehlenden Leuchttürme und die zunächst schlechte Kartierung. Es kam zu mehreren Schiffsunglücken mit vielen Toten sowie dem Verlust von Schiffen und Gütern.
1835 ging das Sträflingsschiff Neva im Bereich der Inselgruppe unter, wobei 225 Menschen starben. Auf dem Weg nach Melbourne lief das britische Segelschiff Cataraqui im August 1845 bei Starkwind vor King Island auf ein Riff und schlug Leck; dabei starben 360 Passagiere und Besatzungsmitglieder, zumeist britische Auswanderer, nach anderen Quellen sogar 399 beziehungsweise 414 Personen. 1871 und 1874 sanken die eisernen Klipper Loch Leven mit einer Verdrängung von 1868 Tonnen (ein Toter) und British Admiral (79 Tote). Ohne Tote blieben die Untergänge der eisernen Bark Blencathra (933 Tonnen, 1875) und des stählernen Vollschiffs Carnarvon Bay (1932 Tonnen, 1910). Die teilweise einfach erreichbaren Schiffswracks vor den Küsten der Inseln sind heute ein beliebtes Ziel für Wracktaucher.

## Vorkehrungen für Ölunfälle
Auf King Island wird eine Landebahn unterhalten. Bei Ölunfällen im Bereich der New-Year-Island-Gruppe und allgemein in der westlichen Bass-Straße kann hierüber ein sogenanntes Wildlife Oil Spill Response Kit per Eillieferung zusammen mit einem dreiköpfigen Team eingeflogen werden, ein Paket zur Bekämpfung von solchen Ölverschmutzungen, die die Tierwelt bedrohen könnten. Organisiert wird dies von der Resource Management and Conservation Division des Tasmanian Department of Primary Industry, Parks, Water and Environment (DPIPWE) in Hobart, übersetzt in etwa der Abteilung für Ressourcenverwaltung und -erhaltung des Tasmanischen Ministeriums für den Primärsektor, für Nationalparks, Wasser und die Umwelt.
Die Vorkehrungen sind insbesondere vor dem Hintergrund zu sehen, dass nördlich und östlich der Inselgruppe eine Hauptverkehrsroute für Schiffe verläuft. Ferner befindet sich westlich der Inselgruppe, noch auf dem australischen Schelf, ein Bohrturm für Erdöl und Erdgas.